# Ровенский (Орловская область)
Ровенский — посёлок в Дмитровском районе Орловской области. Входит в состав Берёзовского сельского поселения.

## География
Расположен в 16 км к югу от Дмитровска и в 1 км от границы с Железногорским районом Курской области. Высота над уровнем моря — 219 м.

## История
В 1926 году в посёлке было 11 дворов, проживал 61 человек (35 мужского пола и 26 женского). В то время Ровенский входил в состав Осмонского сельсовета Круглинской волости Дмитровского уезда Орловской губернии. С 1928 года в составе Дмитровского района. В 1937 году в посёлке было 10 дворов. 
Во время Великой Отечественной войны, с октября 1941 года по август 1943 года, находился в зоне немецко-фашистской оккупации (территория Локотского самоуправления). Останки солдат, погибших в боях за освобождение Ровенского, после войны были перезахоронены в братской могиле села Осмонь. 
С упразднением Осмонского сельсовета в 1954 году посёлок был передан в Малобобровский сельсовет, а затем (после 1975 года) — в Берёзовский сельсовет. К 2010-м годам в посёлке оставалось 1 хозяйство, остальная часть Ровенского была распахана под посевы.

## Население
| Годы      | 1926 | 2002 |
| --------- | ---- | ---- |
| Население | 111  | 0    |

| 1926 | 2002 | 2010 |
| ---- | ---- | ---- |
| 61   | ↘0   | →0   |